# Spiralstrategi
Spiral strategi er en generel procedurebeskrivelse til softwareudvikling.
Beskrevet i 86 af Barry Boehm.
Modellen beskrives senere i flere varianter.
Modellen er også grundlaget for en dansk variant, der er en ressourcefrigivende model designet med henblik på virksomhedsstrategi og ekspertsystemer, der skal kører uendeligt.
Den danske variant er udarbejdet på baggrund af:
Earl, M. J 1989: Management strategies for information technology. 
Boar, B. H. 1994: Practical steps for aligning information technology with business strategies. 
Jørgensen, J. K. 1989: Strategisk analyse og planlægning. 
Naylor, C. 1986: Byg dit eget ekspertsystem. 
Harmon, P. 1985: Expert systems. 
Børsens forlag 1994: Virksomhedens informationsteknologi. 

## En kort beskrivelse
Påvirkninger fra omverdenen udløser en handling. 
Denne handling har effekt enten som en ny ressource der integreres i en ny strategi eller påvirker den nuværende strategi direkte. 
Den strategiske ændring medfører en ændring af informationsteknologi, informationsmanegement og informationssystem. 
Objektet eller virksomheden er nu at betragte som en ny ressource der afkræver en grad af investering i ressourcen i form af indlæring, kontrol og integration.
Når mestringen af den nye ressource er identificeret, revurderes og tilpasses den overordnede strategi i forhold dertil. 
Strategien afventer nu nye påvirkninger fra omverdenen. 
Strategien fortsætter i det uendelige i et forsøg på at identificere, frigøre og integrere nye ressourcer. 
Denne model er beskrevet første gang i 98 som afgangsprojekt fra datamatikere :
Christian Laustsen, Jens Christian Lindgaard, Jacob Christiansen.
| Software | Spire Denne artikel om software og programmering er en spire som bør udbygges. Du er velkommen til at hjælpe Wikipedia ved at udvide den. |